# Oostwijk (Harelbeke)
De Oostwijk of 't Ooste is een wijk in de Belgische stad Harelbeke.

## Beluiken van de Oostwijk
In de tweede helft van de 19e eeuw met een toename van de bevolking nam de druk op de woningmarkt toe, waardoor de kwaliteit ervan sterk daalde. Vooral in de Oostwijk waren heel wat gebrekkige huisjes of beluiken te vinden. In de 19e eeuw verschoof in de politiek de aandacht naar openbare hygiëne. Herhaaldelijk poogde de gemeente om de wijk te laten saneren, maar van de onwillendheid van de eigenaars kon of wilde de gemeente maar weinig doen. 
Overigens moest de gemeente bereid zijn om een aantal gezondheidswerken uit te voeren, zoals afvoerkanalen of verharde wegen. Slechts beetje bij beetje werden nodige werken uitgevoerd. In 1906 werd de rechte Toekomststraat aangelegd, als vervanging van de bochtige Malvertuitstraat.
In 1936 liet burgemeester Robert Bossuyt het "rooilijnplan - Oostwijk" goedkeuren met de aanleg van nieuwe straten (zoals de Burgemeester Brabantstraat, Graaf Boudewijnstraat, Ooststraat, Steensstraat, ...). De onteigenden verlieten de Oostwijk voor woningen in de nieuwe wijk 't Eiland.

## Wielersport
De Oostwijk had voor kort een eigen wielerclub; Sportverbond Oostwijk, opgericht in 1943, dat de Oostwijkprijs en de Vlaamse Pijl organiseerde. Voorzitter Valère Vandenborre hield de eerste Oostwijkprijs in 1943 en werkte onvermoeid om de Vlaamse Pijl op de koerskalender te plaatsen. In 2018 fusioneerde het Sportverbond Oostwijk samen met K.W.C. De Velovrienden tot De Nieuwe Velovrienden, de organisatie achter Leiedal Koerse.